# K.K. 훼미리 리스트
"K.K 훼미리 리스트"는 1997년에 개봉한 대한민국의 영화이다.

## 캐스팅
- 신현준 : 태웅 역
- 태준 리 : 준 역
- 바비 킴 : 리상춘 역
- 카렌 킴 : 린다 역
- 정준 : 준정 역
- 스티브 박 : 킨 역
- 에디 무이 : 로이 역
- 진오 : 용팔이 역
- 에디 킴:  리틀 벧 역
- 마스터 체 : 체 역
- 피러 림 : 스윕티 역
- 전팔호 : 블피쉬  역
- 제니 친 : 제니 역
- 헬렌 밀러 : 버치 역
- 케빈 중 : 케빈 역
- 페기 안 : 카 역
- 신델라 체 : 준 엄마 역
- 스티븐 브렌넷 : 형사 미첼 역
- 킵 쇼타니 : 죤 역
- 테드 스제토 : 팽 역
- 로버트 : 코리아 상점주인 역
- 마코 워커 : 멕시칸 갱 보스 역
- 빈당 : 베트남 갱 보스 역
- 기모 케오코 : 태국 갱 리더 역